# 아름다운 충북 아름다운 사람들
《아름다운 충북 아름다운 사람들》은 KBS청주방송총국의 텔레비전 프로그램이다.

## 방송 시간
| 방송 채널   | 방송 기간                           | 방송 시간                       |
| ----------- | ----------------------------------- | ------------------------------- |
| KBS청주 1TV | 2010년 5월 10일 ~ 2010년 12월 16일  | 목요일 밤 12시 30분 ~ 1시 20분  |
| KBS청주 1TV | 2011년 1월 5일 ~ 3월 23일           | 수요일 밤 12시 35분 ~ 1시 25분  |
| KBS청주 1TV | 2011년 6월 1일 ~ 2012년 10월 3일    | 수요일 밤 12시 35분 ~ 1시 25분  |
| KBS청주 1TV | 2011년 5월 6일 ~ 5월 27일           | 금요일 밤 12시 10분 ~ 1시       |
| KBS청주 1TV | 2012년 10월 10일 ~ 2013년 4월 3일   | 수요일 밤 12시 40분 ~ 1시 30분  |
| KBS청주 1TV | 2013년 4월 11일 ~ 10월 15일         | 화요일 오전 11시 ~ 11시 55분    |
| KBS청주 1TV | 2013년 10월 24일 ~ 2014년 4월 3일   | 목요일 오전 11시 ~ 11시 55분    |
| KBS청주 1TV | 2014년 4월 13일 ~ 2016년 12월 25일  | 일요일 오전 6시 10분 ~ 7시 10분 |
| KBS청주 1TV | 2017년 1월 10일 ~ 2018년 1월 23일   | 화요일 저녁 7시 35분 ~ 8시 25분 |
| KBS본사 2TV | 2010년 8월 10일 ~ 12월 28일         | 화요일 오후 2시 ~ 2시 55분      |
| KBS본사 1TV | 2011년 4월 5일 ~ 7월 5일            | 화요일 오후 4시 10분 ~ 5시      |
| KBS본사 1TV | 2011년 10월 3일 ~ 11월 3일          | 월요일 오후 4시 10분 ~ 5시      |
| KBS본사 1TV | 2011년 11월 11일 ~ 12월 23일        | 금요일 오후 4시 10분 ~ 5시      |
| KBS본사 1TV | 2012년 4월 6일 ~ 6월 29일           | 금요일 오후 4시 10분 ~ 5시      |
| KBS본사 1TV | 2012년 9월 28일 ~ 10월 5일          | 금요일 오후 4시 10분 ~ 5시      |
| KBS본사 1TV | 2012년 10월 19일 ~ 2013년 10월 18일 | 금요일 오후 4시 10분 ~ 5시      |
| KBS본사 1TV | 2012년 10월 11일                    | 목요일 오후 4시 10분 ~ 5시      |
| KBS본사 1TV | 2013년 10월 25일                    | 금요일 오후 4시 ~ 4시 55분      |
| KBS본사 1TV | 2014년 4월 9일                      | 수요일 오후 4시 ~ 4시 55분      |
| KBS본사 1TV | 2017년 6월 4일 ~ 2018년 1월 28일    | 일요일 오전 5시 10분 ~ 6시      |

## 역대 진행자
| 대수 | 진행자              | 진행 기간                         |
| ---- | ------------------- | --------------------------------- |
| 1대  | 이지연(小) 아나운서 | 2011년 5월 20일 ~ 2012년 2월 29일 |
| 2대  | 정지원 아나운서     | 2012년 3월 7일 ~ 11월 28일        |
| 3대  | 이승현 아나운서     | 2012년 12월 5일 ~ 2014년 5월 18일 |
| 4대  | 백선일 아나운서     | 2014년 5월 25일 ~ 일자미상        |
| 5대  | 임지수 아나운서     | 일자미상 ~ 2018년 1월 23일        |